# Diourbel
Diourbel (serer Jurbel, wolof Njaaréem) är en stad i Senegal, cirka 145 kilometer öster om Dakar. Den är administrativ huvudort för regionen Diourbel och har cirka 160 000 invånare. Staden är känd för sin moské samt för sin jordnötsindustri.